# Православная церковь в Социалистической Республике Румыния
История православной церкви в Социалистической Республике Румыния охватывает период с 1947 по 1989 годы, когда Румыния была социалистической республикой, а у власти стояла коммунистическая партия. Отношения коммунистических властей с церковью были довольно близкими: хотя государство объявило о политике «государственного атеизма», руководство активно сотрудничало с церковью, а при правлении президента Николае Чаушеску православная церковь активно продвигала идеологию, являвшуюся сочетанием коммунизма и румынского национализма.
Несмотря на марксистский тезис о религии как способе эксплуатации, в Румынии не велась такая яростная борьба с религией, как в первые два десятилетия существования СССР. Это позволило Румынской православной церкви приложить все усилия при патриархе Румынском Юстиниане для достижения «социального равенства» в коммунистическом государстве. Впрочем, церковь или не знала, или не осуждала репрессии против румынского населения, в том числе и тех, кто был осуждён за контрреволюционную деятельность в виде защиты права на вероисповедание.
Румынское правительство, следуя примеру из СССР, аналогично упразднило грекокатолическую церковь в своей стране, вынудив многих её прихожан креститься в православие. Но несмотря на всё сотрудничество с правительством, Румынская православная церковь не избежала репрессий после вывода советских войск из Румынии: так, с 1958 по 1963 годы около двух с половиной тысяч священников и монахов были арестованы при попустительстве высших санов церкви. При Николае Чаушеску священнослужители активно выполняли распоряжения государства, а некоторые даже пытались выслужиться перед высшим руководством коммунистической партии, всячески льстя. Считается, что в государственной полиции — Секуритате — работало подавляющее число священнослужителей, которые сообщали информацию властям о разных религиозных общинах. По данным Секуритате, число подобных информаторов могло составлять до 80 % от всех церковных служителей.

## История сотрудничество с правительством
Церковь начала сотрудничать с новыми коммунистическими властями Румынии, желая не только сохранить своё просветительское и культурное влияние на жителей страны, но и защитить свою собственность от возможной конфискации в пользу государства. При этом Румынская православная церковь оставалась потенциальным объектом для шантажа: почти все священники, которые работали с политическим руководством Социалистической Румынии, были сторонниками румынской монархии и членами фашистского движения «Железная гвардия».

### Объединение православной и грекокатолической церквей
Румынской грекокатолической церкви принадлежало около 1725 храмов, число её прихожан составляло более 1,5 млн человек. Несмотря на то, что её церковные обряды во многом сходились с православными, греко-католики испытывали серьёзную неприязнь к идее объединения с православной церковью, считая это объединение навязанным коммунистами, и поддерживали сотрудничество со странами Запада. Это привело к началу репрессий со стороны государства и церкви, которая стремилась подавить прозападные настроения грекокатоликов. Правительство скоро объявило греко-католиков вне закона, назвав их церковь «антинациональной и антиисторической» и обвинив в попытке раскола нации. 1 декабря 1948 была ликвидирована Румынская грекокатолическая церковь, а все её церкви и соборы были переданы Румынской православной церкви. Священнослужители вынуждены были признать фактическое присоединение грекокатолической церкви к православной, но некоторые согласились на это только под давлением со стороны Секуритате. Из 1800 грекокатолических священнослужителей 430 оставили свои подписи в заявлении о признании объединения церквей. Число прихожан Румынской православной церкви выросло за счёт сотен тысяч грекокатоликов, перешедших в православие.

### «Красный патриарх» Юстиниан
Юстиниан (в миру Иоанн Марина) в 1948 году был избран Патриархом Румынии, когда в стране уже установилась коммунистическая власть. Он предпринял попытку привить Румынской православной церкви коммунистическое мировоззрение (диалектический материализм), доказывая, что коммунистическое устройство общества не противоречит стремлениям православной церкви и что сотрудничество с коммунистическими властями не является чем-то плохим. Его работа, посвящённая проблематике коммунизма и церкви, была опубликована под названием Apostolat Social, в которой он доказывал, что социализм — неотъемлемая часть христианства. Церковь оказала большую помощь в кампании по борьбе с неграмотностью в стране, заставив даже настоятелей монастырей заняться общественно полезной деятельностью, каковой и стала в это время просветительская. Однако Юстиниан не упоминал в своих посланиях жертв репрессий, вследствие чего многие верующие (в основном бывшие греко-католики, перешедшие в православие) стали называть его «марионеткой» и «оппортунистом», а также обвинять его в желании выслужиться перед властями. Именно при Юстиниане церковь стала вовлекаться настолько часто в политику, что даже румынские богословы стали называть Всемирный совет церквей и Римско-католическую церковь инструментами «англо-американского империализма». В 1960-е годы после начала своеобразной румынской «оттепели» церковь отказалась от дальнейших нападок и устремилась к движению экуменизма.

### Национальный вопрос
Православная церковь поддерживала любые националистические движения в межвоенные годы: особенно близки им были фашисты и радикальные националисты с антисемитскими убеждениями, вследствие чего число священников-членов «Железной гвардии» тогда было большим. Православный писатель и богослов Никифор Крайник в своём журнале «Гындиря» яростно защищал тезис о единстве националистической идеологии и православного мировоззрения, а философ Наэ Ионеску и известнейший румынский богослов XX века Думитру Стэнилое отстаивали тезис «быть румыном означает быть православным». После прихода коммунистов в власти новое правительство отвергло «железногвардейское» видение национализма и обратилось к пролетарскому национализму. Впрочем, при Георге Георгиу-Деже, который руководил страной в начале 1960-х, правительство стало чаще обращаться к христианскому мировоззрению. Делая ставку на образовательную и просветительскую деятельность, правительство при помощи церкви стало распространять в стране историческую теорию о происхождении румын от древних даков. Румынский богослов и историк Мирча Пэкурарю, следуя этой теории, в учебниках истории писал, что даков обратил в православие сам апостол Андрей.

### ПатриархиИустиниФеоктист
С 1977 по 1986 годы предстоятелем Румынской православной церкви был патриарх Иустин (Моисеску). За время своего пребывания во главе Румынской православной церкви он возглавлял различные синодальные делегации в другие Церкви (в том числе и в Русскую православную церковь), а также уделял внимание издательской деятельности в стране, основав коллекцию книг Părinți și scriitori bisericești и одобрив новый синодальный перевод Библии в 1982 году (в том числе Новый завет в 1979 году). При Иустине были восстановлены ряд соборов и монастырей в стране.
Патриарх Феоктист (в миру Теодор Арэпашу) был избран после кончины Иустина. Коммунистическое правительство не возражало против подобных действий, поскольку видело в его лице надёжного союзника, склонного к компромиссам. Феоктист был одним из тех, кто поддерживал политику Чаушеску — даже такие мероприятия, как снос церквей в рамках политики «систематизации» и борьба со священниками-диссидентами. После того, как он промолчал о сносе 22 церквей в Бухаресте и даже не отреагировал, его стали называть проправительственной марионеткой. Феоктист в публичных выступлениях часто зачитывал тексты хвалебных писем и телеграмм в адрес Чаушеску, а также восхвалял его достижения на посту главы Социалистической Республики Румыния.

### Румынская революцияи её последствия
После начала протестов в Тимишоаре 19 декабря 1989 Феоктист отправил телеграмму Чаушеску, поздравляя его с переизбранием на должность генерального секретаря Румынской коммунистической партии и восхваляя его «блестящую активную деятельность», «мудрое руководство» и «смелое мышление», а также называя его правление «золотым веком» страны. Но когда протесты прокатились по всей стране, Феоктист встал на сторону восставших и Фронта национального спасения, а Чаушеску превратился в «Ирода нашего времени». 18 января 1990 Феоктист вынужден был попросить прощения перед верующими за то, что все эти годы обманывал их и яростно защищал Чаушеску, не в силах бороться с его властью. По состоянию здоровья и по возрасту он ушёл с поста, но через три месяца по настоятельной просьбе вернулся на пост Патриарха. Феоктист позднее говорил, что телеграммы он писал по указке партии и не отражал своё личное мнение в них никогда.

## Сотрудничество с Секуритате
Несмотря на факты о сотрудничестве священников с Секуритате, до сих пор не оценён масштаб сотрудничества священников и их влияние на деятельность румынской тайной полиции, поскольку в Румынии не рассекречены многие документы и не открыты многие государственные архивы для общего доступа. Некоторые священники сообщали информацию от представителей разных конфессий прямо в государственную полицию, и хотя церковь это отрицала, недовольство населения и уровень недоверия к церкви росли. Так, в сотрудничестве с Секуритате сознался митрополит Банатский Николай, который якобы выдал пятерых диссидентов (в том числе Георге Кальчу-Думитряса), чтобы получить более высокий сан. По оценкам, при населении Румынии в 23 миллиона численность агентов Секуритате колебалась от 400 тысяч до 1 миллиона человек. Достоверных данных о профессиях информаторов нет, поэтому точную долю священников среди агентов установить нельзя. Однако по свидетельству священнослужителя из жудеца Галац, из всех священников его жудеца от силы один или два отказывались работать с Секуритате. Бывший офицер Секуритате в Тимишоаре, Роланд Василевич, которому когда-то предъявляли обвинения в вербовке священников, утверждал, что от 80 % до 90 % священнослужителей сотрудничали с тайной полицией и что со священниками занимались идеологической и политической подготовкой, прививая им националистические и ксенофобские настроения. Позднее эти люди отправлялись за границу, собирая информацию, которую потом государство использовало в своей пропаганде. Более того, все священники, которые занимались культурно-просветительской деятельностью в западных жудецах Румынии, были теми же агентами Секуритате, которые писали обязательные отчёты о своей деятельности.

## Диссиденты
Православная церковь сотрудничала достаточно тесно с властями, лишая церковного сана или должностей всех, кто не поддерживал официальную политику. Среди православных священников истинных сторонников коммунистической власти было мало, а среди иностранных конфессий их почти не было. Особенную ненависть к властям высказывали протестанты: так, дело Георге Кальчу-Думитряса, который выступал в Бухаресте против государственного атеизма и авторитарного строя, стало одним из актов проявления неповиновения. Его уволили из православной семинарии, а в 1979 году осудили на 10 лет за «фашистскую пропаганду». В 1985 году под иностранным давлением Румыния освободила его, и тот переехал на юго-восток Румынии в деревню, а затем и вовсе покинул страну. Вплоть до 1987 года снос церквей в Бухаресте не вызвал порицания у Православной церкви, пока Ион Дура, командированный в страны Бенилюкса для встречи с румынскими общинами, не написал открытое письмо во Всемирный совет церквей, в котором призывал остановить снос церквей и дворца Патриарха в рамках «систематизации» Чаушеску, однако его просьба осталась без ответа.

## Монашество
При Юстиниане начались благоприятные реформы более чем в 200 монастырях Румынии: монахи стали приобщаться к мирской жизни. Где-то появились сельскохозяйственные кооперативы, а где-то мастерские. Число монахов в стране выросло до 7 тысяч к 1956 году после этих мер. В 1958 году после ухода советских войск Коммунистическая партия стала неожиданно холодно относиться к монастырям, назвав их возможными гнёздами антигосударственной оппозиции, и за монахами началась слежка. С 1958 по 1963 годы более 2 с половиной тысяч монахов были арестованы по обвинению в контрреволюционной деятельности, а половина монастырей закрылась. В 1959 году Священный Синод подтвердил распоряжения государства о закрытии трёх монастырских семинарий, а в 1966 году монахиням моложе 40 лет и монахам моложе 55 лет было велено покинуть монастыри для «общественно полезной» работы, как называли мирскую работу власти. Вплоть до конца правления Чаушеску монашество было под давлением, но каких-либо активных репрессий против него не велось.

## Последствия
После 1989 года Румынская православная церковь попыталась объяснить свои действия: патриарх Феоктист утверждал, что её сотрудничество было обосновано стремлением сохранить религию как таковую в стране, но при этом он добавлял, что с коммунистической властью так или иначе сотрудничал каждый гражданин страны. Епископ Плоештинский Нифон (Михэйцэ), следуя принципу «цель оправдывает средства», заявил, что церковь боролась за сохранение не только религии в стране, но и за сохранение числа храмов, а также против национализации и конфискации церковного имущества, что и вынудило церковь поддержать власти. Критики, по его словам, не было в адрес церкви только потому, что со всеми противниками церкви быстро разбирались власти.